# Oliver Valaker Edvardsen
Oliver Valaker Edvardsen, né le 19 mars 1999 à Bærum en Norvège, est un footballeur norvégien qui évolue au poste d'ailier droit à l'Ajax Amsterdam.

## Biographie

### Débuts dans les divisions inférieures
Né à Bærum en Norvège, Oliver Valaker Edvardsen commence le football au Drøbak-Frogn IL, où il fait ses débuts en équipe première en 2014 en troisième division norvégienne. Il passe ensuite dans les équipes de jeunes du Strømsgodset IF, puis du Vålerenga Fotball, sans jouer avec l'équipe première.
En janvier 2019, Edvardsen retourne en troisième division norvégienne en s'engageant avec le Grorud IL. Il devient très vite le joueur clé de l'équipe, et inscrit lors de son passage dans le club 12 buts en 20 matchs.

### Stabæk Fotball
Lors de l'été 2019, Oliver Valaker Edvardsen rejoint le Stabæk Fotball. Il découvre alors l'Eliteserien, l'élite du football norvégien, jouant son premier match dans cette compétition le 23 septembre 2019 face au Molde FK. Il entre en jeu à la place de Luc Kassi et son équipe s'incline par deux buts à un. Il inscrit son premier but sous ses nouvelles couleurs le 10 novembre 2019 contre le Lillestrøm SK. Son équipe s'impose par trois buts à un ce jour-là.
Le 8 août 2021, Edvardsen réalise son premier doublé, lors d'un match de championnat contre le Sarpsborg 08 FF. Il délivre également une passe décisive pour Simen Wangberg (en) sur l'ouverture du score ce jour-là, et participe ainsi grandement à la victoire de son équipe (3-1 score final).

### Go Ahead Eagles
Le 15 juillet 2022, Oliver Valaker Edvardsen rejoint les Pays-Bas afin de s'engager en faveur des Go Ahead Eagles. Il signe un contrat courant jusqu'en juin 2025.
Edvardsen marque son premier but pour les Eagles dès son deuxième match, le 13 août 2022, face au PSV Eindhoven, en championnat. Il est titularisé mais ne peut empêcher la défaite de son équipe malgré son but (2-5 score final),. Le 18 septembre 2022, il se fait remarquer en réalisant son premier doublié pour Go Ahead Eagles, lors d'une rencontre de championnat face au FC Emmen. Ses deux buts permettent à son équipe de s'imposer (2-0 score final) et d'enregistrer sa deuxième victoire de la saison, lui permettant de quitter la dernière place du classement.

### Ajax Amsterdam
Le 31 janvier 2025, lors du mercato hivernal, Oliver Valaker Edvardsen rejoint l'Ajax Amsterdam. Il signe un contrat courant jusqu'en juin 2028, avec une année supplémentaire en option.